# Žigulëvsk
Žigulëvsk è una città della Russia europea sudorientale (oblast' di Samara); sorge nella parte occidentale della oblast', sulla riva destra del Volga, 92 chilometri a ovest di Samara, non lontano dall'importante centrale idroelettrica che origina il bacino di Samara.